# Zao (schans)
Zao is een skischans in het Japanse Yamagata.
Elk jaar wordt er een wedstrijd gesprongen voor de Continental Cup schansspringen.